# 香川県立高松東高等学校
香川県立高松東高等学校（かがわけんりつ たかまつひがしこうとうがっこう）は、香川県高松市前田東町字山下に所在する公立の高等学校。

## 設置学科
全日制
- 普通科
  - 総合コース
  - 芸術コース( 音楽・書道・美術・映像メディア)
  - 文理コース
  - 人文コース

2020年度から名称変更
(国際情報コース→文理コース)
(人文科学コース→人文コース)

## 沿革
- 1908年4月1日 - 木田郡下高岡村外四箇村学校組合立白山女学校を設立する。
- 1910年4月1日 - 木田郡下高岡村外四箇村組合立白山高等女学校と改称する。
- 1913年4月1日 - 学校組合を解散して郡立に移管し、木田郡立木田実科高等女学校と改称する。
- 1921年4月1日 - 組織を変更して香川県木田高等女学校と改称する。
- 1922年4月1日 - 県に移管して香川県立木田高等女学校と改称する。
- 1946年4月1日 - 5年制高等女学校となる。
- 1947年4月1日 - 新制中学校を併設する。
- 1948年4月1日 - 香川県立木田高等学校となり、全日制課程及び定時制課程を設置し、木田高等女学校を併設する。全日制に普通科、定時制に普通科・農業科・家庭科別科を置く。白山・川島・東植田・古高松の4分校を設立し、それぞれに定時制課程を設置する。
- 1949年
  - 3月31日 - 併設高等女学校及び併設中学校廃止となる。
  - 4月20日 - 男女共学・通学区制・総合制が実施される。全日制課程に家庭科を設置する。
- 1950年4月1日 - 全日制課程に農業科を設置する。
- 1951年9月1日 - 白山分校校舎を下高岡村の元白山高等女学校跡に新築する。
- 1952年10月31日 - 東植田分校廃校となる。
- 1960年3月31日 - 中心校定時制課程家庭科を廃止する。
- 1965年
  - 3月31日 - 全日制課程農業科廃止となる。
  - 4月1日 - 県立学校学則により家庭科を家政科と改称する。
- 1966年3月31日 - 白山分校及び古高松分校の定時制課程農業科及び家庭科廃止となる。
- 1969年4月1日 - 香川県立高松東高等学校と改称する。
- 1970年3月31日 - 川島分校廃校となる。
- 1971年3月31日 - 古高松分校廃校となる。
- 1976年4月1日 - 白山分校に全日制課程普通科を設置する。
- 1979年3月31日 - 白山分校定時制課程廃止となる。
- 1980年
  - 3月31日 - 中心校定時制課程廃止となる。
  - 4月1日 - 普通科に人文コース・文理コースを新設する。
- 1981年4月1日 - 文理コースを総合コースと改称する。
- 1996年3月31日 - 白山分校廃校となる。この結果香川県の高等学校から分校が消滅。
- 1997年4月1日 - 総合コース・基礎コースをそれぞれ文理コース・普通コースと改称する。
- 1999年3月31日 - 家政科廃止となる。
- 2001年4月1日 - 人文コース及び文理コースを人文科学コース、普通コースを総合コースと改称する。国際情報コースを新設する。
- 2008年 - 創立100周年記念庭園完成式を挙行
- 2016年 - 新校舎及び新体育館完成。

## 年間行事
4月
- 入学式
- 新入生歓迎会
- 新入生集団指導
- 春季学習合宿
- 体育祭

5月
- PTA総会
- 公開授業週間

6月
- 県高校総体
- 遠足（１・３年）
- クラスマッチ（２年）
- コース選択説明会（１年）

7月
- 野球応援
- リーダー研修
- 保護者懇談会（１・２・３年）
- 夏季課外（前期）

8月
- 夏季学習合宿
- 夏季課外（後期）
- 大学訪問

9月
- 東高祭
- 選択科目説明会（２年）
- 公開授業週間

10月
- 進路ガイダンス（１年）
- 人権講演会

11月
- 県高校総合文化祭

12月
- センター対策講座（３年）
- 修学旅行（２年）2019年現在まで冬季北海道
- クラスマッチ
- 地域交流（夕べのつどい）
- 保護者懇談会（１・２年）

1月
- 大学入学共通テスト

2月
- 校内弁論大会
- 卒業制作展・演奏会（芸術コース）
- 芸術鑑賞会

3月
- 卒業式
- 新川清掃
- クラスマッチ
- 大学訪問

## 部活動

### 運動部
- アーチェリー部
- 弓道部
- 剣道部
- サッカー部
- 新体操部
- ソフトボール部
- 卓球部
- テニス部
- バスケットボール部
- バドミントン部
- バレーボール部
- ハンドボール部
- ホッケー部
- 野球部
- 陸上部
- 水泳部
- チア部

### 文化部
- 英語部
- 家政部
- 合唱部
- コンピュータ部
- 茶華道部
- 書道部
- 新聞研究部
- 吹奏楽部
- 美術部
- 文芸部
- 放送部
- マンガ研究部

## 著名な出身者
- 天野浩一（元広島東洋カープ投手、香川オリーブガイナーズ投手コーチ）
- 山川美由紀（競艇選手）
- 多田綾夫  (日本興業代表取締役社長)
- 安西将揮 (香川オリーブガイナーズ→ 愛媛マンダリンパイレーツ内野手)

## 交通アクセス
- 高松琴平電気鉄道長尾線高田駅下車北側
- ことでんバス大学病院線　ことでん高田駅
- 山田地区乗合タクシーどんぐり号　高田駅